# 多尔讷
多尔讷（法語：Dornes，法語發音：[dɔʁn]）是法国涅夫勒省的一个市镇，属于讷韦尔区。

## 地理
多尔讷（46°42'54"N, 3°21'9"E）面积39.49 平方千米，位于法国勃艮第-弗朗什-孔泰大區涅夫勒省，该省份为法国中部省份，北至约讷省，西北接卢瓦雷省，西接谢尔省，南至阿列省，东南接索恩-卢瓦尔省，东临科多尔省。
与多尔讷接壤的市镇（或旧市镇、城区）包括：奥鲁厄、圣埃内蒙、讷维尔莱德西兹、圣帕里兹昂维里、图里-吕尔西、茹尔河畔图里。

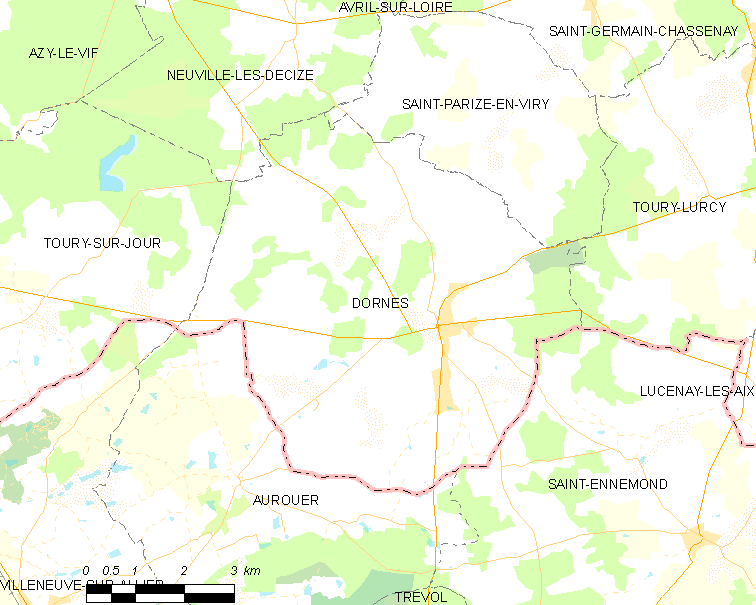
多尔讷的OSM定位图

多尔讷的时区为UTC+01:00、UTC+02:00（夏令时）。

## 行政
多尔讷的邮政编码为58390，INSEE市镇编码为58104。

## 政治
多尔讷所属的省级选区为圣皮埃尔勒穆捷县。

## 人口

1962-2008年间多尔讷人口变化图示

多尔讷于2022年1月1日时的人口数量为1458人。